# Elytrimitatrix nigrella
Elytrimitatrix nigrella är en skalbaggsart som först beskrevs av Bates 1880.  Elytrimitatrix nigrella ingår i släktet Elytrimitatrix och familjen långhorningar.
Artens utbredningsområde är Guatemala. Inga underarter finns listade i Catalogue of Life.